# SN 2004he
SN 2004he – supernowa typu Ia odkryta 14 listopada 2004 roku w galaktyce A022948-0820. W momencie odkrycia miała maksymalną jasność 23,00m.